# Bataille de Harran
Période intermédiaire post-Première croisade
Batailles
- Arsouf
- Mélitène
- Croisades de secours
- Ramla (1er)
- Ramla (2e)
- Tripoli
- Harran
- Artah
- Ramla (3e)
- Croisade norvégienne
- Sidon
- Champ du Sang
- Hab
- Azâz
- Ba'rin
- Shaizar
- Édesse

La bataille de Harran est une bataille qui a opposé les musulmans aux Francs le 7 mai 1104 (10 cha'ban 497 du calendrier hégirien). 
Si les Francs avaient remporté cette bataille, la route de Mossoul et éventuellement celle de Bagdad leur aurait été ouverte, mais cette défaite marque l’arrêt de leur expansion en Orient.

## Contexte
En 1104, les croisés sont fermement installés en Terre sainte et les décès ou les captures des principaux chefs croisés n’ont pas réussi à mettre en péril leur installation. En effet, contrairement aux émirats musulmans où la disparition du prince signifiait des luttes de succession et de pouvoir, alors qu’au sein des États latins d'Orient, à la mort ou à la capture du prince, un successeur ou un régent était automatiquement nommé.
Durant l’année 1103, une guerre civile secoue le sultanat seldjoukide. Barkiyârûk, sultan depuis 1104, est aux prises avec son frère Muhammad qui réclame un fief, prétendant partager le sultanat, et à son oncle Sanjar qui profite de la guerre entre ses deux neveux pour se rendre indépendant. En janvier 1104, Barkiyârûk se rend compte que cette guerre mène le sultanat à la ruine et accepte un partage avec son frère. Il lui confie la région de Mossoul, le Jazira et la suzeraineté nominale sur la Syrie. Barkiyârûk marque clairement son désintérêt des affaires syriennes, et Muhammad ne réussit pas à se rendre maître de son fief et à se faire reconnaître suzerain des émirs syriens.
Profitant de cette situation anarchique, Baudouin de Bourcq, comte d’Édesse décide de s’emparer de la forteresse de Harran. Cette place forte, si elle est prise, ouvre aux croisés la route de Mossoul et de Bagdad. Comme Baudouin ne dispose pas de forces suffisantes pour prendre Harran, il demande l’aide de son vassal Josselin de Courtenay, seigneur de Turbessel, et de ses voisins, Bohémond de Tarente, prince d’Antioche, et Tancrède de Hauteville.
La situation locale est également propice, car Harran était gouverné par un Turc, Qarâjâ, qui s’était rendu impopulaire et avait été tué et renversé par un de ses lieutenants, Muhammad d’Isfahan, lui-même assassiné par Jawali, un fidèle de Qarâjâ. L’atabeg de Mossoul, Jekermish est aux prises avec un de ses voisins et ennemi, Il Ghazi ibn Ortoq.

## Le siège
Baudouin et Josselin amènent à Harran tous leurs chevaliers francs ainsi que les milices de la ville d’Édesse. Bohémond et Tancrède viennent avec trois mille cavaliers et sept mille fantassins. Lorsque les troupes franques arrivent aux abords de la place forte, au printemps 1104, celle-ci sort de troubles qui avaient eu pour résultat des réserves de vivres amoindries. Les Francs pensent alors qu’un blocus de la ville suffira à la faire tomber et négligent d’installer des mangonneaux pour entamer les fortifications, perdant ainsi un temps précieux. 
Lorsque la ville est sur le point de se rendre, au début du mois de mai, une querelle éclate entre Baudouin et Bohémond à propos du premier étendard à dresser sur la muraille et les Francs décident de remettre au lendemain la prise de possession de la ville.

## La bataille
De leur côté, Soqman ibn Ortoq, le frère d’Il Ghazi, et Jekermish mettent fin à leur inimitié et se réconcilient pour faire front commun aux Francs. Soqman, avec sept mille cavaliers turcomans, et Jekermish, avec trois mille cavaliers turcs, arabes et kurdes font leur jonction à Khâbûr et se dirigent vers Harran. Les Francs, qui prévoient de prendre possession de la ville, se portent à la rencontre de l’armée musulmane en apprenant son arrivée imminente.
Selon les chroniqueurs Albert d’Aix, Ibn al-Athir et Raoul de Caen, il semble que les Francs prévoient un vaste mouvement d’encerclement. Le corps d’armée composé des forces d’Édesse est chargé d’engager le combat contre les Turcs, tandis que les forces d’Antioche doivent attendre que le combat soit engagé pour encercler les forces turques. Mais dès le premier choc, les Turcs recourent à leur tactique habituelle, la fuite simulée, et l’armée d’Édesse se met à poursuivre les Turcs, loin de l’armée d’Antioche et droit dans une embuscade où ils se retrouvent face à dix mille turcs qui n’ont pas de difficultés à battre les Francs, épuisés par la poursuite. 
Les Normands d’Antioche n’ont aucun mal à défaire les troupes turques envoyées en leurre, mais lorsqu’ils voient revenir l’armée d’Édesse en déroute et poursuivis par les Turcs, ils comprennent que la bataille est perdue et profitent de la nuit tombante pour fuir à leur tour et parviennent à revenir à Édesse.

## Conséquences
L’armée d’Édesse est entièrement détruite ou capturée et ses chefs, Baudouin de Bourcq et Josselin de Courtenay sont capturés, après que leurs chevaux se sont embourbés en tentant de traverser le Balîkh, une rivière entre Harran et le champ de bataille. Les soldats qui réussissent à franchir cette rivière sont en proie aux habitants d’Harran qui, apprenant la victoire musulmane, se mettre à battre la campagne pour tuer les Francs isolés.
Pour la première fois, les Francs que les populations locales croyaient invincibles subissent une grave défaite qui met définitivement fin à leur expansion dans l'arrière pays syrien. L'issue de cette bataille nuit considérablement à leur prestige auprès des populations chrétiennes d’Orient. Leurs rivaux et leurs ennemis profitent de l'affaiblissement de la principauté d'Antioche pour regagner du territoire : les Turcs d’Alep reprennent Artâh et les Byzantins s'emparent de la Cilicie et Lattakié.
Mais les vainqueurs de la bataille ne parviennent pas à exploiter leur victoire, car ils se disputent immédiatement les prisonniers et se séparent. Jekermish assiège Édesse, défendue par Tancrède de Hauteville, qui a réussi à rejoindre la ville et à la mettre en état de défense. Cela donne à Bohémond de Tarente le temps de lever une armée à Antioche et à marcher sur Édesse, obligeant Jekermish à lever le siège. Soqman est appelé par le cadi Fakhr al-Mulk et marche avec son armée pour dégager Tripoli assiégé par Raymond de Saint-Gilles, mais meurt à Baalbek d’une angine.
Tancrède de Hauteville assure la régence d’Édesse et, afin de conserver les revenus du comté, manœuvre pour prolonger la captivité de Baudouin qui ne sera libéré qu’en 1108. Une brouille opposera alors Tancrède et Baudouin, à tel point qu’on verra Baudouin de Bourcq allié à Jawali, alors atabeg de Mossoul, affronter Tancrède allié à Ridwan, sultan d’Alep, au mois d’octobre 1108, conflit qui causera la mort de deux mille Francs.

### Sources
- René Grousset, Histoire des croisades et du royaume franc de Jérusalem , vol. I : 1095-1130 L'anarchie musulmane, Paris, Perrin, 1934 (réimpr. 2006), 883 p., p. 444 à 449